# Nikos Grammatikós
Nikos Grammatikós (Salamina, 1963) és un director de cinema grec. Va estudiar Cinema i Matemàtiques. Del 1984 al 1994 va ser el productor del programa de ràdio "O Kinimatográfos sto Tríto Prógramma" sobre cinema de terror e la ràdio estatal. Ha dirigit pel·lícules i sèries de televisió gregues i actualment imparteix classes a escoles de cinema i de teatre.
Ha estat premiat a Grècia i a l'estranger per les seves pel·lícules com O vasiliás i Oi apóntes.

## Filmografia
- Makhroten (curtmetratge, 1987)
- Epikindyni zoni (curtmetratge, 1988)
- Avax (curtmetratge, 1989)
- Kleisti strofi (1991)
- I Epohi Ton Dolofonon (1993)
- Apóntes (1996)
- Nyhtoluluda (1999)
- O Vasiliás (2002)
- Agrypnia (2005)
- Mideia, kreisson ton emon voulevmaton (2014)